# Krzysztof Pawlisz
Krzysztof Pawlisz (Krakau, 1977), is een Pools organist.

## Levensloop
Pawlisz was zeven toen hij pianostudies aanvatte. Toen hij twaalf was studeerde hij orgel aan de Muziekacademie Krakau bij Alexandra Gawlik en vervolgens in Katowice bij Julian Gembalski en aan het Conservatorium van Lyon bij Jean Boyer. Tijdens die periode was hij ook organist aan de kathedraal Saint-Jean in Lyon.
Hij studeerde ook vier maanden orgel in Amsterdam bij Pieter Van Dijk.
Toen hij zeventien was behaalde hij de Derde prijs in het Nationaal concours voor orgel in Wrocław (1994). Een paar jaar later behaalde hij de Eerste prijs (1996). In 2000 behaalde hij de Prijs voor orgel in de Académie de Comminges. In 2006 behaalde hij de Vijfde prijs in het internationaal orgelconcours, georganiseerd in Brugge in het kader van het Festival Musica Antiqua.
Pawlisz is organist in Krakau. Hij doceert orgel aan de Pontificale Academie in deze stad. Hij is geassocieerd met het gregoriaans mannenkoor van Chorzów.
- Virtual International Authority File: 75145304389678571935